# Papuanticlea semiflava
Papuanticlea semiflava là một loài bướm đêm trong họ Geometridae.